# Coïncidence mathématique
Pour les articles homonymes, voir Coïncidence (homonymie) et Coïncidence.
En mathématiques, une coïncidence mathématique est une expression de quasi-égalité entre deux quantités, sans qu'il y ait une explication théorique directe.

## Introduction
Une coïncidence mathématique réside souvent dans le fait qu'un nombre réel est proche d'un nombre entier, ou plus généralement proche d'un nombre rationnel avec un petit dénominateur. Étant donné le très grand nombre de façons de combiner les expressions mathématiques, il en existe un très grand nombre.
Bien que les coïncidences mathématiques soient parfois utiles, elles sont principalement célèbres en tant que curiosités ou récréations mathématiques.

## Quelques exemples

### La base 2
- La coïncidence {\displaystyle 2^{10}=1024\approx 1000=10^{3}}, vraie à 2,4 % près, renvoie à l'expression rationnelle {\displaystyle {\dfrac {\log 10}{\log 2}}\approx 3,219\approx {\dfrac {10}{3}}}, ou {\displaystyle 2\approx 10^{3/10}}, vrai à 0,3 % près. Cette relation est utilisée en ingénierie, par exemple pour donner une approximation d'une puissance de 2 avec 3 dB (en fait 3,010 3 dB), ou pour passer d'1 kilooctet à 1 kibioctet ; voir Préfixe binaire.
- En utilisant 3⁄10 comme approximation de log10(2) on trouve les approximations suivantes pour les logarithmes d'autres valeurs :
  - {\displaystyle 3^{4}\approx 10\cdot 2^{3},} amène à {\displaystyle \log _{10}3=(1+3\log _{10}2)/4\approx (1+9/10)/4=0,475} (à comparer à 0,4771, vrai à 0,5 % près)
  - {\displaystyle 7^{2}\approx 10^{2}/2,} amène à {\displaystyle \log _{10}7\approx 1-\log _{10}2/2\approx 1-3/20=0,85} (à comparer à 0,8451, vrai à 0,6 % près)

### Les intervalles musicaux
- Les coïncidences {\displaystyle 2^{11}\approx 3^{7}} et {\displaystyle {\dfrac {\log 3}{\log 2}}\approx 1,5849...\approx {\dfrac {11}{7}}} amènent à l'observation souvent utilisée en musique qui fait correspondre sept demi-tons de la gamme tempérée à une quinte de la gamme naturelle : {\displaystyle 2^{7/12}\approx 3/2}, vrai à 0,1 % près. La quinte est la base de la gamme pythagoricienne et de la plupart des systèmes musicaux dans le monde.
- De l'approximation {\displaystyle {(3/2)}^{12}\approx 2^{7}}, il résulte que le cycle des quintes se termine sept octaves plus haut que l'origine.
- La quasi-équivalence entre les commas pythagoricien et syntonique : 312⁄219 (23,46 cents) {\displaystyle \approx } 34⁄(24*5) (21,50 cents) a des conséquences remarquables dans la construction des tempéraments, en particulier à l'époque baroque (voir Comma (musicologie)#Histoire et Comma pythagoricien#Utilisation).

## Expressions numériques

### Le nombreπ
- La première réduite de π par fraction continue ; [3; 7] = 22/7 = 3,1428…, était connue d'Archimède[1], et elle est vraie à environ 0,04 % près.
- La troisième réduite de π, [3; 7, 15, 1] = 355⁄113 = 3,1415929…, trouvée par Zu Chongzhi (et redécouverte par Metius), est vraie sur six décimales, soit 85 pour un milliard ; cette extrême précision avec deux nombres inférieurs à mille vient du fait que π possède un quatrième terme inhabituellement élevé dans sa représentation en fraction continue : π = [3 ; 7, 15, 1, 292, …][2].
- {\displaystyle \pi ^{2}=9{,}8696\dots \approx 10}. Cette coïncidence a été utilisée dans la conception de la règle à calcul, en particulier dans les graduations de la réglette centrale[Information douteuse] ;
- {\displaystyle \pi \approx {\sqrt {\frac {227}{23}}}}, à 10–5 près[3] (à noter que 2, 227 et 23 sont des nombres premiers de Chen)[pertinence contestée] ;
- {\displaystyle \pi \approx \left(9^{2}+{\dfrac {19^{2}}{22}}\right)^{1/4}} juste sur huit décimales[4].

### Le nombree
- Le huitième nombre harmonique, 761/280, est proche de e, à 0,016 % près.[pertinence contestée]
- {\displaystyle \exp(-\psi ({\sqrt {3}}/4+1/2))\approx 2} à 0,000015 % près (un pour 10 millions), où ψ est la fonction digamma et exp est la fonction exponentielle.[pertinence contestée]

### Formules avecπete
- {\displaystyle \mathrm {e} ^{6}-\pi ^{4}-\pi ^{5}=0{,}00001767\dots }[5][pertinence contestée]
- {\displaystyle \mathrm {e} ^{\pi }-\pi =19{,}99909998\dots \approx 20} (Conway, Sloane, Plouffe, 1988[réf. incomplète]) ; cela équivaut à {\displaystyle (\pi +20)^{\mathrm {i} }=-0,9999999992\dots -\mathrm {i} \cdot 0{,}000\,039\dots \approx -1=\mathrm {e} ^{\mathrm {i} \pi }}[6].
- {\displaystyle {\frac {\pi ^{9}}{\mathrm {e} ^{8}}}=9{,}9998\dots }[5].[pertinence contestée]
- {\displaystyle \pi ^{e}+e^{\pi }\approx 45{,}59985}.[pertinence contestée]

### Formule avecπ,eet lenombre d'or
{\displaystyle {\frac {5\,\phi \,\mathrm {e} }{7\pi }}=1{,}0000097\dots }.

### Formules avecπ,eet le nombre163
- {\displaystyle {163}\left(\pi -\mathrm {e} \right)=68{,}999664\dots }[5].[réf. incomplète]
- {\displaystyle {\frac {163}{\ln 163}}=31{,}9999987\dots }[7].[réf. incomplète]
- Constante de Ramanujan : {\displaystyle \mathrm {e} ^{\pi {\sqrt {163}}}\approx } 262 537 412 640 768 744 à 10–12 près[8].

Note : {\displaystyle \mathrm {e} ^{\pi {\sqrt {n}}}} est proche d'un entier pour de nombreuses valeurs de n, en particulier pour n = 163, ce qui est expliqué par la théorie algébrique des nombres. Voir « Nombre de Heegner » et « Nombre presque entier ».

### Formule avecln(2)
{\displaystyle \ln 2=0{,}693147\dots \approx 0{,}693144\dots =(2/5)^{(2/5)}}.

## Coïncidences sur les unités
- {\displaystyle \pi } secondes est un nanosiècle (c'est-à-dire {\displaystyle 10^{-7}} années) ; vrai à 0,5 % près.
- Un attoparsec par microquinzaine est approximativement 1 pouce par seconde (en réalité 1,004 3 pouces par seconde).
- Un furlong par quinzaine (14 jours) est approximativement égal à 1 centimètre par minute.
- Un attoparsec cubique (un cube d'un attoparsec de côté) est à 1 % près égal à 1 once liquide américaine.
- Un mille international (mile) est environ {\displaystyle \phi } kilomètres (vrai à 0,5 % près), où {\displaystyle \phi ={1+{\sqrt {5}} \over 2}} est le nombre d'or. Puisque {\displaystyle \phi } est la limite du ratio de deux termes consécutifs de la suite de Fibonacci, cela donne une suite d'approximations de correspondances entre miles et kilomètres : {\displaystyle F_{n}} mi = {\displaystyle F_{n+1}} km, par exemple 5 mi = 8 km, 8 mi = 13 km.
- Une autre bonne approximation est : 1 mile = ln(5) km. En effet, 1 mile = 1,609 344 km et ln(5) = 1,6094379124341…
- NA ≈ 279, où NA est le nombre d'Avogadro ; vrai à environ 0,4 % près. Cela signifie qu'1 yobioctet est approximativement un peu plus du double d'une mole d'octets. Ceci signifie également qu'1 mole de matière (c'est-à-dire 12 g de carbone), ou 25 l de gaz à température et pression normales, ne peuvent pas être divisés en deux plus de 79 fois.
- La vitesse de la lumière dans le vide est d'environ un pied par nanoseconde (vrai à 2 % près), ou encore 3 × 108 m/s (vrai à 0,07 % près), ou enfin 1 milliard de km/h (vrai à 8 % près)

## Autres curiosités numériques
- {\displaystyle 10!=6!\cdot 7!} ou {\displaystyle 1\cdot 2\cdot 3\cdot 4\cdot 5\cdot 6\cdot 7=7\cdot 8\cdot 9\cdot 10}.
- {\displaystyle \sin(666^{\circ })=\cos(6\cdot 6\cdot 6^{\circ })=-\phi /2}, où {\displaystyle \phi } est le nombre d'or (une égalité étonnante avec un angle exprimé en degrés). Voir Nombre de la bête.
- {\displaystyle 5^{2}=25} et {\displaystyle 3^{3}=27} sont les seuls carrés et cubes séparés de 2 unités.[réf. nécessaire]
- {\displaystyle 4^{2}=2^{4}} est l'unique solution entière de {\displaystyle a^{b}=b^{a},a\neq b} (voir fonction W de Lambert pour une preuve formelle).
- {\displaystyle 3^{2}+4^{2}=5^{2}} et  {\displaystyle 3^{3}+4^{3}+5^{3}=6^{3},} mais cela ne se généralise pas à d’autres exposants.
- 31, 331, 3331, etc. jusqu'à 33333331 sont tous des nombres premiers, mais pas 333333331.
- Le nombre de Fibonacci F296182 est (probablement) un nombre semi-premier, puisque F296182 = F148091 × L148091 où F148091 (30 949 chiffres) et le nombre de Lucas L148091 (30 950 chiffres) sont deux nombres premiers probables[9].
- Dans le paradoxe des anniversaires, le nombre {\displaystyle \lambda ={\dfrac {1}{365}}{\binom {23}{2}}} intervient ; il semble « amusant » à certains auteurs[10] que ses quatre premiers chiffres soient ceux de {\displaystyle \ln 2}.

## Coïncidences décimales
- 23 + 2 = 32.[réf. nécessaire]
- {\displaystyle 2^{5}\cdot 9^{2}=2592}.
- {\displaystyle 1!+4!+5!=145}.
- {\displaystyle {\dfrac {16}{64}}={\dfrac {1\!\!\!\not 6}{\not 64}}={\dfrac {1}{4}}},    {\displaystyle {\dfrac {26}{65}}={\dfrac {2\!\!\!\not 6}{\not 65}}={\dfrac {2}{5}}},    {\displaystyle {\dfrac {19}{95}}={\dfrac {1\!\!\!\not 9}{\not 95}}={\dfrac {1}{5}}}
- {\displaystyle (4+9+1+3)^{3}=4913}   et   {\displaystyle (1+9+6+8+3)^{3}=19683} et {\displaystyle (5+8+3+2)^{3}=5832}
- {\displaystyle 1^{3}+5^{3}+3^{3}=153} ; {\displaystyle 3^{3}+7^{3}+0^{3}=370} ; {\displaystyle 3^{3}+7^{3}+1^{3}=371} ; {\displaystyle 4^{3}+0^{3}+7^{3}=407}
- {\displaystyle 3^{2}+7^{2}-3\cdot 7=(3^{3}+7^{3})/(3+7)=37}.
- {\displaystyle (3+4)^{3}=343} (important dans le symbolisme numérique de la cathédrale Saint-Étienne de Vienne)
- {\displaystyle 3^{3}+4^{4}+3^{3}+5^{5}=3435}.
- {\displaystyle 35-3^{2}-5^{2}=75-7^{2}-5^{2}}.
- {\displaystyle 588^{2}+2353^{2}=5882353} et {\displaystyle 1/17=0,058823529411764...} qui, arrondi à huit chiffres, fait 0,05882353[11]
- Un nombre (parmi d'autres : suite A032799 de l'OEIS) qui égale la somme de ses chiffres aux puissances consécutives : {\displaystyle 2\,646\,798=2^{1}+6^{2}+4^{3}+6^{4}+7^{5}+9^{6}+8^{7}.}